# Peter V. Zima
Peter V. Zima (* 1. března 1946 Praha), též Petr Václav Zima, Pierre V. Zima) je literární vědec, estetik, sociolog a profesor emeritus university v rakouském Klagenfurtu (Alpen-Adria-Universität Klagenfurt).

## Život
Petr V. Zima se narodil v roce 1946 v Praze v česko-německé rodině. Jeho matka pocházela z Ústí nad Labem a jeho otec z Prahy. Rodina v roce 1956 emigrovala přes Rakousko do Nizozemí, kde otec pracoval do roku 1972. Zima má nizozemskou a rakouskou státní příslušnost a žije v Německu.

## Studium
Zima studoval sociologii a politickou vědu v Edinburghu (MA Hns. 1st in Politics: 1969) a poté sociologii literatury a estetiku na Ecole des Hautes Etudes en Sciences Sociales (EHESS) v Paříži, kde získal dva doktoráty: “Doctorat du 3e cycle” (Paris IV: 1971) a později “Doctorat d’Etat” (Paris I: 1979). První doktorát byl uveřejněn pod titulem Le Désir du mythe. Une lecture sociologique de Marcel Proust (Nizet, Paris, 1973) a druhý pod titulem L’Ambivalence romanesque. Proust – Kafka – Musil (Paris, Le Sycomore, 1980, Paris, L’Harmattan, 2002).

## Universitní kariéra
V letech 1972–1975 Zima působil jako “Gastdozent” a asistent na universitě v Bielefeldu, později se stal asistentem a docentem na universitě v Groningenu (Rijksuniversiteit Groningen: 1976–1983). Od roku 1983 až do svého emeritování v roce 2012 byl profesorem pro obecnou a srovnávací literární vědu na universitě v Klagenfurtu (Alpen-Adria-Universität), kde založil a vedl Institut pro obecnou a srovnávací literární vědu. V roce 1998 byl zvolen do Rakouské akademie věd  ve Vídni, v roce 2010 do Academia Europaea v Londýně a v roce 2014 se stal honorárním profesorem na East China Normal University v Šanghaji.

## Věda
1. Soiologie textu: Vycházejíc ze strukturální semiotiky A. J. Greimase, Zima založil sociologii textu, která má za úlohu vysvětlit literární, politické a vědecké texty v sociálním a lingvistickém kontextu : Textsoziologie. Eine kritische Einführung in die Diskurssemiotik, Metzler, Stuttgart, ²2021.
2. Sociologie románu: Pomocí této sociologie Zima analyzuje romány Prousta, Musila a Kafky na socio-lingvistické úrovni a ukazuje jak dvojsmyslnost situacií, jednání a výroků ovlivňuje způsob psaní a strukturu moderního románu: L’Ambivalence romanesque. Proust – Kafka – Musil, Paris L’Harmattan, ²2002.
3. Dialogická teorie: Zimova sociologie textu je také základem jeho Dialogické teorie, kterou vyvinul v jeho nejnovějších publikacích v souvislosti s literární vědou M. M. Bachtina: What is Theory ? Cultural Theory as Discourse and Dialogue, Londýn-New York, 2007,  Soziologische Theoriebildung. Ein Handbuch auf dialogischer Basis (Francke-UTB, Tübingen, 2020) a Diskurs und Macht. Einführung in die herrschaftskritische Erzähltheorie (Budrich-UTB, Leverkusen, 2022). V této teorii jde o evaluaci vědeckých teorií pomocí dialogického porovnání a střetnutí.  
4. Literární estetika: V jeho knize Literární estetika (Votobia, Olomouc, 1998), přeložena do češtiny Janem Schneiderem, jde o rekonstrukci literárních teorií – od ruského formalismu až do dekonstrukce – ve filosofickém a estetickém kontextu. O Literární estetice píše překladatel Jan Schneider: „(Zima) o literárněvědných metodách uvažuje v estetických a filosofických souvislostech, především pak ve vztahu ke Kantově, Hegelově a Nietzschově filosofii.“ (Literární estetika)
Zima napsal anglické, francouzské a německé knihy a v roce 1981 uveřejnil i holandskou knihu o sociologii literatury: Literatuur en maatschappij, Van Gorcum, Assen. Jeho knihy byly přeloženy do devíti jazyků.

## Publikace

### České překlady
- Literární estetika, Votobia, Olomouc, 1998 (překladatel: Jan Scheider)
- Komparatistika (ed. Dalibor Tureček, překladatelka: Zuzana Adamová), Host, Brno, 2009 (str. 105–261)

### Anglické knihy
- The Philosophy of Modern Literary Theory, Athlone-Continuum, London, 1999, ISBN 978-0-8264-7893-1
- Deconstruction and Critical Theory, Continuum, London-New York, 2002 ISBN 0-82645-933-1 (anglický překlad knihy; Die Dekonstruktion: cf. infra: překaldatel: Rainer Emig)
- What is Theory? Cultural Theory as Discourse and Dialogue, Continuum, London-New York, 2007, ISBN 0-8264-9050-6 (anglická verze knihy: Was ist Theorie?; cf. infra)
- Modern / Postmodern. Society, Philosophy, Literature, Continuum, London-New York, 2010, ISBN 978-1-4411-9901-0 (anglická verze knihy: Moderne / Postmoderne: cf. infra)
- Subjectivity and Identity. Between Modernity and Postmodernity, Bloomsbury, London-New York, 2015 ISBN 978-1-78093-780-9 (anglická verze knihy: Theorie des Subjekts: cf. infra)
- Discourse and Power. An Introduction to Critical Narratology: Who Narrates Whom? Routledge, London-New York, 2023.

### Francouzské knihy
- Le Désir du mythe. Une lecture sociologique de Marcel Proust, Nizet, Paris, 1973
- Goldmann. Dialectique de l’immanence, Ed. Universitaires, Paris, 1973
- L’Ecole de Francfort. Dialectique de la particularité, Ed. Universitaires, Paris, 1974, L’Harmattan, Paris, 2005, ISBN 2-7475-7719-8
- Pour une sociologie du texte littéraire, UGE : 10/18, Paris, 1978, L’Harmattan, Paris, 2000, ISBN 2-7384-9081-6 (francouzská verze knihy: Kritik der Literatursoziologie : cf. infra)
- L’Ambivalence romanesque. Proust – Kafka – Musil, Le Sycomore, Paris (1980), L’Harmattan, Paris, 2002 (2. vydání), ISBN 2-7475-3117-1
- L’Indifférence romanesque. Sartre – Moravia – Camus, Le Sycomore, Paris (1982), L’Harmattan, Paris, 2005 (2, vydání), ISBN 2-7475-8001-6
- Manuel de sociocritique, Picard, Paris, 1985, Paris, L’Harmattan, Paris, 2000 (2. vydání), ISBN 2-7384-9087-5
- (francouzská verze knihy: Literatuur en maatschappij. Inleiding in de literatuur- en tekstsociologie, Van Gorcum, Assen, 1981, ISBN 90-232-1831-0
- La Déconstruction. Une critique, PUF, Paris, 1994 ISBN 9-782-130-4599-72
- La Négation esthétique. Le sujet, le beau et le sublime de Mallarmé et Valéry à Adorno et Lyotard, L’Harmattan, Paris, 2002 ISBN 2-7475-3116-3
- Critique littéraire et esthétique. Les fondements esthétiques des théories de la littérature, L’Harmattan, Paris, 2003 ISBN 2-7475-5810-X (francouzská verze knihy: The Philosophy of Modern Literary Theory: cf. supra)
- Théorie critique du discours. La discursivité entre Adorno et le postmodernisme, L’Harmattan, Paris, 2003 ISBN 9782747552479
- Texte et société. Perspectives sociocritiques, L’Harmattan, Paris, 2011 ISBN 978-2-296-55926-4
- Essai et essayisme. Le potentiel théorique de l’essai: De Montaigne jusqu’à la postmodernité, Classiques Garnier, Paris, 2018 ISBN 9782406068358 (francouzská verze knihy; Essay / Essayismus: cf. infra)

### Německé knihy
- Kritik der Literatursoziologie, Suhrkamp, Frankfurt, 1978 ISBN 3-518-10857-3
- Textsoziologie. Eine kritische Einführung, Metzler, Stuttgart, 1980, 2021 ISBN 978-3-476-10190-7
- Der gleichgültige Held. Textsoziologische Untersuchungen zu Sartre, Moravia und Camus, Metzler, Stuttgart, 1983, WVT, Trier, 2004, ISBN 3-88476-600-7 (německá verze knihy: L’indifférence romanesque: cf. supra)
- Roman und Ideologie. Zur Sozialgeschichte des modernen Romans, Fink, München, 1986 ISBN 3-7705-2365-2
- Ideologie und Theorie. Eine Diskurskritik, Francke, Tübingen, 1989 ISBN 3-7720-1823-8
- Literarische Ästhetik. Methoden und Modelle der Literaturwissenschaft, Francke, Tübingen, 1991, 3. vydání 2020 ISBN 3-8252-1590-3
- Komparatistik. Einführung in die Vergleichende Literaturwissenschaft, Francke, Tübingen, 1992, 2. vydání 2011 ISBN 978-3-8252-1705-1
- Die Dekonstruktion. Einführung und Kritik, Francke-UTB, Tübingen, 1994, 2nd ed. 2016 (německá verze knihy: La Déconstruction: cf. supra) ISBN 978-3-8252-4689-1
- Moderne / Postmoderne. Gesellschaft – Philosophie – Literatur, Francke-UTB, Tübingen, 1997, 4. vydání 2016 ISBN 9-783825-246907
- Theorie des Subjekts. Subjektivität und Identität zwischen Moderne und Postmoderne, Francke-UTB, Tübingen, 2000, 4. vydání 2017 ISBN 978-38252-4796-6
- Das literarische Subjekt. Zwischen Spätmoderne und Postmoderne, Francke, Tübingen, 2001, ²2024 ISBN 3-7720-2775-X
- Was ist Theorie? Theoriebegriff und Dialogische Theorie in den Kultur- und Sozialwissenschaften, Francke-UTB, Tübingen, 2004, 2. vydání 2017 ISBN 978-3-8252-4797-3
- Ästhetische Negation. Das Subjekt, das Schöne und das Erhabene von Mallarmé und Valéry zu Adorno und Lyotard, Königshausen und Neumann, Würzburg, 2005 (německá verze knihy: La Négation esthétique: cf. supra), 2, nová verze 2018 ISBN 978-3-8260-6178-3
- Der europäische Künstlerroman. Von der romantischen Utopie zur postmodernen Parodie, Tübingen, Francke, Tübingen, 2008 ISBN 978-3-7720-8263-4
- Narzissmus und Ichideal, Psyche – Gesellschaft – Kultur, Francke, Tübingen, 2009 ISBN 9783772083372
- Komparatistische Perspektiven. Zur Theorie der Vergleichenden Literaturwissenschaft, Francke, Tübingen, 2011 ISBN 978-3-7720-8407-2
- Essay / Essayismus. Zum theoretischen Potenzial des Essays von Adorno bis zur Postmoderne, Königshausen und Neumann, Würzburg, 2012, ²2024 ISBN 978-3-8260-4727-5
- Entfremdung. Pathologien der postmodernen Gesellschaft, Francke-UTB, Tübingen, 2014 ISBN 978-3-8252-4305-0
- Soziologische Theoriebildung. Ein Handbuch auf dialogischer Basis, Francke-UTB, Tübingen, 2020
- Diskurs und Macht. Einführung in die herrschaftskritische Erzähltheorie, Budrich-UTB, Leverkusen, 2022
- Die Kritische Theorie zwischen Spätmoderne und Postmoderne: Nostalgie als Kritik, Narr Francke Attempto Verlag, Tübingen, 2024 (ISBN 978-3-381-12701-6).

### Knihy jako vydavatel
- Textsemiotik als Ideologiekritik, Suhrkamp, Frankfurt, 1977 ISBN 3-518-10796-8
- Texte et idéologie. Degrés. Revue de synthèse à orientation sémiologique, No. 24-25, hivers 1980–1981
- Semiotics and Dialectics. Ideology and the Text, Benjamins, Amsterdam 1981 ISBN 90-272-1505-7
- Europäische Avantgarde (s J. Strutzem), Peter Lang, Frankfurt-New York, 1987 ISBN 3-8204-0057-5
- Komparatistik als Dialog. Literatur und interkulturelle Beziehungen in der Alpen-Adria-Region und in der Schweiz (s J. Strutzem), Peter Lang, Frankfurt-New York, 1991 ISBN 3-631-42279-2
- Literatur intermedial. Musik, Malerei, Photographie, Film, Wiss. Buchgesellschaft, Darmstadt, 1995 ISBN 3-534-12315-8
- Literarische Polyphonie. Übersetzung und Mehrsprachigkeit in der Literatur (s J. Strutzem), Narr, Tübingen, 1996 ISBN 3-8233-5163-X
- Vergleichende Wissenschaften. Interdisziplinarität und Interkulturalität in den Komparatistiken, Narr, Tübingen, 2000 ISBN 3-8233-5212-1
- Strategien der Verdummung. Infantilisierung in der Fun-Gesellschaft (s J. Wertheimerem), Beck, Munich, 2001, 6th ed. 2006 ISBN 978-3-406-45963-4
- Krise und Kritik der Sprache. Literatur zwischen Spätmoderne und Postmoderne (s R. Kaciankou), Francke, Tübingen, 2004 ISBN 3-77-20-8055-3
- Kritische Theorie heute (s R. Winterem), Transcript, Bielefeld, 2007 ISBN 3-89942-530-8